# Campeonato do Mundo de Clubes de Hóquei em Patins
O Campeonato do Mundo de Clubes de Hóquei em Patins era uma competição internacional de Hóquei em Patins organizada pela FIRS em que se enfrentavam alguns dos melhores clubes de Hóquei em Patins do mundo. 
A primeira edição teve início em 2006 em Luanda, Angola, e a última em 2008 em Reus, Espanha. 

## Histórico
| Edição | Ano  | Local           | Vencedor          | 2º lugar      | 3º lugar          | 4º lugar     |
| ------ | ---- | --------------- | ----------------- | ------------- | ----------------- | ------------ |
| 1ª     | 2006 | Luanda (Angola) | Bassano Hockey 54 | Reus Deportiu | SL Benfica        | FC Porto     |
| 2ª     | 2008 | Reus (Espanha)  | Reus Deportiu     | FC Barcelona  | Bassano Hockey 54 | ASH Valdagno |

## Palmarés
| Equipa            | Campeonatos ganhos |
| ----------------- | ------------------ |
| Bassano Hockey 54 | 1 (2006)           |
| Reus Deportiu     | 1 (2008)           |
| Total             | 2                  |